# Shiki (Saitama)
Shiki (志木市 Shiki-shi?) es una ciudad en la prefectura de Saitama, Japón, localizada en el centro-este de la isla de Honshū, en la región de Kantō. Tenía una población estimada de 75 247 habitantes el 1 de marzo de 2021 y una densidad de población de 8315 personas por km².

## Geografía
Shiki está localizada en el sur de la prefectura de Saitama, en la orilla oriental del río Arakawa, a poca distancia del centro de Tokio. Limita con las ciudades de Asaka, Saitama, Fujimi y Niiza y con el pueblo de Miyoshi.

## Historia
El área de Shiki se desarrolló a partir del período Edo como un puerto fluvial que conectaba la región del norte de Kantō con Edo. El pueblo moderno de Shiki fue creada dentro del distrito de Niikura el 1 de abril de 1889. El distrito de Niikura fue abolido en 1894 y pasó a ser parte del distrito de Kitaadachi. Shiki se fusionó con la vecina aldea de Muraoka el 3 de mayo de 1955, convirtiéndose en el pueblo de Adachi. Adachi fue elevado al estatus de ciudad el 26 de octubre de 1970 y pasó a llamarse Shiki.

## Demografía
Según los datos del censo japonés, la población de Shiki ha crecido fuertemente en los últimos 60 años.
| Gráfica de evolución demográfica de Shiki entre 1950 y 2015 |
|                                                             |
| Oficina de Estadística de Japón                             |